# Stålgatan
För gatan i Malmö, se Lugnet, Malmö.

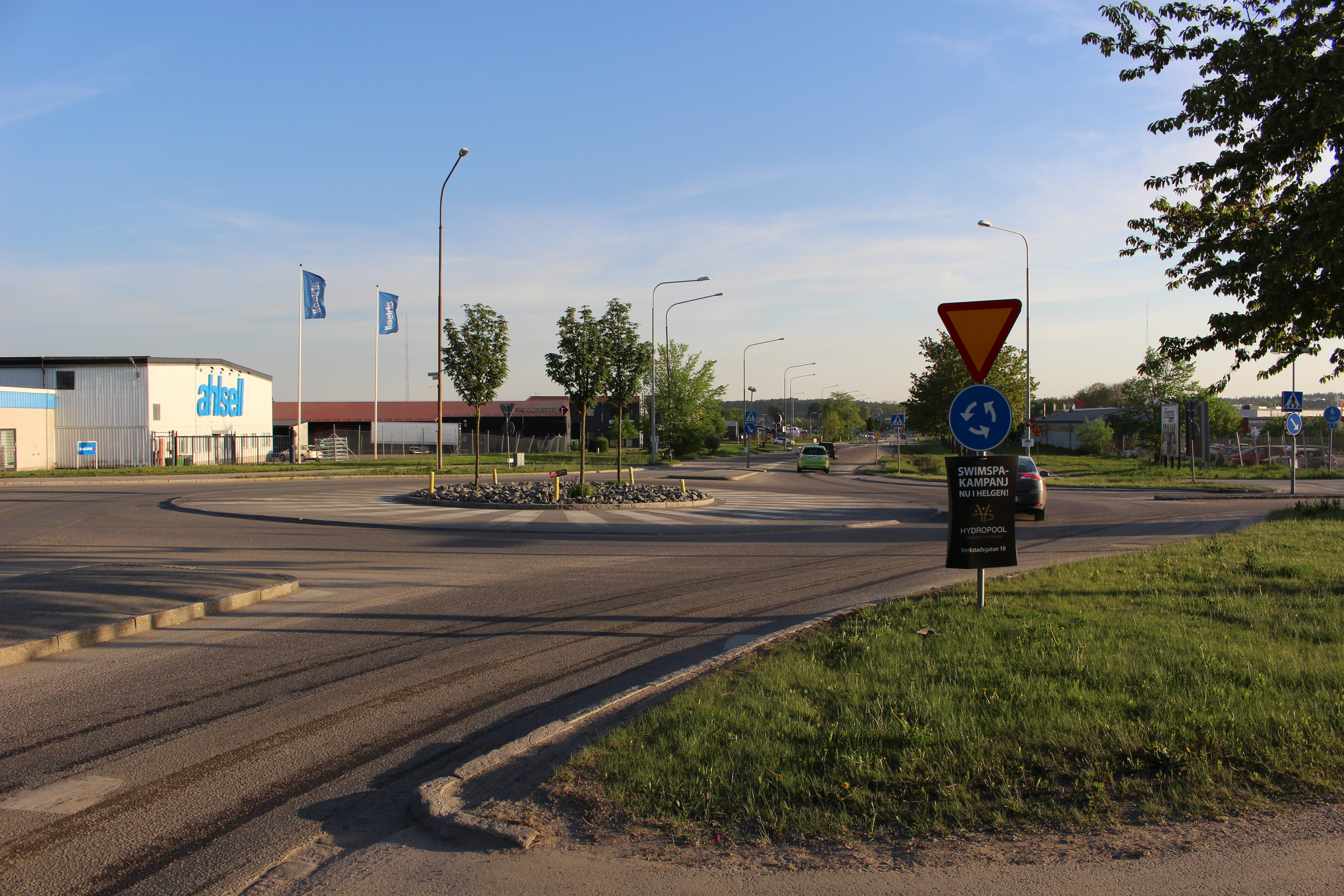
Stålgatan i maj 2018

Stålgatan är en gata i stadsdelarna Boländerna och Fyrislund i sydöstra Uppsala. Gatan öppnades 19 oktober 1967. Både Boländerna och Fyrislund är industriområden och bebyggelsen kring gatan är främst industrier, lagerlokaler och kontorsfastigheter. Stålgatan är ett av flera gatunamn i området som är namngivna med anspelning på just industri.
Stålgatan delas på mitten av Tycho Hedéns väg som löper genom östra Uppsala. Korsningen mellan dem är en av de mest trafikerade i Uppsala. En bit från Stålgatans västra del finns dessutom Vattenfalls fjärrvärmeverk (tidigare Uppsala Energi). Stålgatan löper idag från Kungsängsleden i söder till det relativt nybyggda Slavsta (invid Fyrislund i öster).
Stålgatans västra del var 1967-1972 en del av E4 genom Uppsala som ett slags provisorium innan motorvägen mellan Uppsala och Arlanda stod klar. Den löpte då från den stora rondellen i sydligaste punkten av Kungsgatan i industristadsdelen Kungsängen, där den anslöts till gamla Stockholmsvägen (E4), till Tycho Hedéns väg med början invid nuvarande Fålhagsleden. Den västra delen är bredare än den östra och har annan belysning än gatans östra del. Hastighetsbegränsningen är dock 40 km/h.
Den östra delen av gatan är smalare och byggdes under början av 1970-talet som en sammanlänkning mellan Tycho Hedéns vägs förlängning söderut och Södra Slavstavägen, som löper österut från Fyrislund mot Bärby (Danmarks Bärby) i Danmarks socken. Gatan är numera betydligt tyngre trafikerad efter att området Slavsta byggts under 1990-talet öster om Fyrislunds industriområde. Västra Stålgatan passerar också strax söder om den frikyrkliga församlingen Livets Ords stora komplex i Fyrislund. Omkring 1995 uppfördes också en rondell för att minska trafikolyckor med mera i korsningen mellan Stålgatan och Fyrislundsgatan som båda blivit allt mer trafikerade.

## Nummer
Stålgatan betecknas också som väg C 5034, en av Trafikverket rekommenderad led för tunga lastbilar och andra större fordon vid färd genom tätorten Uppsala. Även de korsande gatorna Kungsängsvägen (C 5032) och Fyrislundsgatan (C 5036) har denna status, medan Södra Slavstavägen (C 652) är övrig länsväg. Vägnumret 5034 skyltas inte och sätts inte ut på allmänna vägkartor.